# بارو (کمون)
بارو (به فرانسوی: Barrou) یک کمون (فرانسه) در فرانسه است که در canton of Le Grand-Pressigny واقع شده‌است. بارو ۳۰٫۷۱ کیلومتر مربع مساحت دارد.